# Imambara Chhota
La Imambara Chhota (en urdu: چھوٹا امامباڑا‎, en hindi: छोटा इमामबाड़ा), también conocida como Imambara Hussainabad (حسینآباد امامباڑا; हुसैनाबाद इमामबाड़ा), es un imponente monumento ubicado en la ciudad de Lucknow (N-UP-L274), capital del estado de Uttar Pradesh, India. Creado por Muhammad Ali Shah, tercer nawab de Avadh en 1838, al final serviría como su propio mausoleo, ya que su tumba y la de otros miembros de su familia están dentro de la imambara.
También es conocido como el Palacio de las Luces por su decoración en fiestas especiales.
Las lámparas de araña o candelabros utilizados para decorar el interior de este edificio fueron traídos de Bélgica. Tiene una cúpula dorada blanca y varias torretas y minaretes. Las paredes están decoradas con caligrafía árabe. Miles de obreros trabajaron en el proyecto para escapar de la hambruna.
Fuera de la imambara está la torre de vigilancia llamada Satkhanda o torre de los siete pisos. Aunque se le llama satkhanda, que sólo tiene cuatro plantas, así estaba cuando fue abandonada la construcción de la torre al morir Ali Shah. La Satkhanda fue construida entre 1837-1842, en el gobierno del sha Mohammad Ali, que quería hacer lo mismo que la kutubmeenaar de Delhi y la torre inclinada de Pisa. El objetivo principal de esta construcción era ver la luna.